# Asthenes luizae
Asthenes luizae là một loài chim trong họ Furnariidae.